# Maximilian Schell
Maximilian Schell (8. prosince 1930 Vídeň – 1. února 2014 Innsbruck) byl rakouský herec, filmový režisér a producent.

## Život
Narodil se do rodiny Hermanna Ferdinanda Schella, švýcarského spisovatele, a Margarethy Noé von Nordberg, vídeňské herečky. Byl mladším bratrem Marie, Carla a Immy. Po obsazení Rakouska nacistickým Německem v roce 1938 se rodina přestěhovala z vídeňského Kardinal-Nagl-Platz do Švýcarska.
Schell vyrůstal v Zürichu a k umění tíhnul nejen díky rodičům. Zürich byl totiž centrem německojazyčného kulturního světa v poválečných letech. Rozhodl se pro studium germanistiky, dějin umění a literatury i hudebních a divadelních věd v Zürichu a Mnichově. Skoro se stal i fotbalistou u Grasshopper-Club Zürich, jehož příznivcem byl až do konce života.  
Byl ale také znám ve filmové televizní branži. Již roku 1955 natočil svůj první film Kinder, Mütter und ein General (česky Děti, matka a generál). Roku 1958 stanul před hollywoodskými kamerami. S Marlonem Brando hrál ve filmu The Young Lions. Později ho vynesla do mezinárodního povědomí jeho role obhájce nacistických zločinců ve filmu Stanleyho Kramera Norimberský proces (německy Das Urteil von Nürnberg). Za tuto roli získal Oscara jako nejlepší herec v hlavní roli. Další filmy následovaly, mj. Topkapi (1964) s Peterem Ustinovem, Spis Odessa (1974) nebo Drtivý dopad (1998).
Na konci 60. let se začal projevovat také jako producent a režisér, tedy tentokrát na druhé straně kamery. Jeho prvotina První láska (1970) zaznamenala velký úspěch. Dále následovaly Der Fußgänger (1974), Dürrenmattův Der Richter und sein Henker (1975) podobně jako jeho oblíbené dokumentární filmy Marlene (1984) o Marlene Dietrichové a Moje sestra Marie (2002), biografie Marie Schellové, která v době natáčení již dlouho trpěla demencí.
Jde o jednoho z celosvětově nejznámějších a nejúspěšnějších německojazyčných herců. Stal se, vedle Josepha Schildkrauta, jediným rakouským hercem, který byl oceněn Oscarem. Kromě toho byl vícekrát nominován na nejlepšího představitele hlavní či vedlejší role, nejlepšího zahraničního herce nebo nejlepšího dokumentaristu. V roce 2002 obdržel společně se svojí sestrou Marií ocenění Bambi za celoživotní dílo. Senzaci v bulvárním tisku způsobilo odhalení jeho tříletého vztahu s Sorayou Esfandiary Bakhtiari, která byla známá jako choť posledního šáha Persie.
Kromě své činnosti v divadle, filmu a televizi byl také malířem a spisovatelem. Žil střídavě v Los Angeles a v rodném horském domě v Korutanech.
Stal se jedním ze dvou kmotrů herečky Angeliny Jolie. Toto spojení vzniklo díky jejímu otci Jonu Voightovi, s kterým Schell točil film Der Richter und sein Henker.

## Vyznamenání
- Čestný kříž Za vědu a umění I. třídy (2002, Rakousko)[1]